# Connor McDavid
Connor McDavid (* 13. ledna 1997, Richmond Hill, Ontario) je kanadský hokejový útočník hrající v týmu Edmonton Oilers v kanadsko-americké soutěži National Hockey League (NHL), kde plní úlohu kapitána mužstva. Často je označován jako nový Sidney Crosby a někteří ho dokonce srovnávají se samotným Waynem Gretzkym.
Většina médií i skautů ho považovala za předpokládanou jedničku vstupního draftu NHL 2015, což se taky potvrdilo, když byl 26. června 2015 draftován v prvním kole jako 1. celkově týmem Edmonton Oilers. Přezdívá se mu „The Next big thing“ či „Hokejový LeBron James nebo Tiger Woods“..
Connor McDavid je největší talent současného hokeje, nejlepší hráč světa, stal se nejmladším kapitánem celé NHL od 19 let byl a je kapitánem týmu Edmonton Oilers (NHL) a od 20 let je kapitánem hokejové reprezentace A týmu Kanady. Pětinásobný držitel ceny Art Ross Trophy pro hráče s nejvíce body na konci základní části NHL v letech 2017, 2018 ,2021, 2022 a 2023. Connor McDavid je od sezóny 2017 v (jeho 20 letech) také nejlépe placeným hráčem světa, základní roční plat 12 500 000 $ + bonusy 2 500 000 $. Jedná se o nejvyšší plat celé historie NHL. Kontrakt je podepsán na 7 let, během této doby si Connor McDavid přijde na více než 2,5 miliardy korun.

## Hráčská kariéra

### Amatérský lední hokej
Connor McDavid začal svou hokejovou kariéru v týmu York-Simcoe Express v kanadské soutěži Ontario Minor Hockey Association (OMHA), která je zařazena do věkové kategorie Minor, což je vlastně amatérská hokejová liga, která se hraje pod juniorskou věkovou hranicí (tedy pod 18 let). Následně se pro sezónu 2011/12 přesunul do klubu Toronto Marlboros, kde působil ve dvou soutěžích zároveň. V Minor soutěži Midget nasbíral v 88 utkáních 209 bodů za 79 branek a 130 asistencí, v Greater Toronto Hockey League (GTHL) získal 72 bodů ve 33 zápasech za 33 gólů a 39 asistencí. Spolu se spoluhráčem Rolandem McKeownem sdílel cenu Buck Houle Award, kterou po konci sezóny uděluje Toronto Marlboros hráči, jenž podává na ledě vynikající výkony, za vedení mužstva a věrnost hokejovému klubu. Díky výsledkům byl po konci sezóny také jmenován hráčem roku GTHL.

### Ontario Hockey League
Vzhledem k jeho vysoké úrovni hry, mu byl hokejovou federací Kanady (Hockey Canada) a kanadskou juniorskou soutěží Ontario Hockey League (OHL) udělen status „výjimečného hráče“, který bude draftován pro OHL už v roce 2012 ve věku 15 let, tedy o rok dříve než všichni ostatní hráči. Pouze třem dalším hráčům se od roku 2005 povedlo, aby byli draftováni už ve věku 15 let, John Tavares to dokázal v roce 2005 (1. celkově), následoval Aaron Ekblad v roce 2011 (1. celkově) a Sean Day v roce 2013 (4. celkově). McDavid byl podle předpokladů draftován jako 1. celkově týmem Erie Otters. Jakožto první celkový výběr, získal McDavid cenu Jacka Fergusona, jenž je udělována hráči, který je draftován jako jednička draftu OHL. Od svého druhého utkání v sezóně 2012/13, zaznamenal alespoň bod v patnácti po sobě jdoucích utkáních, díky čemuž byl jmenován nováčkem měsíce OHL v říjnu a listopadu. 9. března 2013, během utkání proti týmu Owen Sound Attack zaznamenal dvě asistence, čímž v celkovém součtu 37 v probíhající sezóně stanovil nový týmový rekord asistencí od nováčka v soutěži. Následně útočil na překonání klubového nováčkovského rekordu Tima Connollyho v počtu kanadských bodů (jako nováček OHL nasbíral v sezóně 1997/98 celkem 62 bodů). Tento rekord překonal 16. března v posledním zápase sezóny proti týmu Guelph Storm, když v zápase zaznamenal 4 asistence a s celkovým počtem 66 bodů vytvořil nový klubový rekord. McDavid dokončil sezónu s nejvíce asistencemi jako nováček OHL (celkem 41) a skončil druhý v bodování nováčků za Rusem Nikolajem Goldobinem. Za jeho předvedené výkony získal Emms Family Award, cenu udělovanou pro nejlepšího nováčka ligy a byl jmenován do prvního nováčkovského tým soutěže. Generální manažer Dallas Stars Kanaďan Jim Nill o něm řekl: „Nuže, on je výsadním hráčem. V kterémkoliv týmu, který si ho vybere v draftu NHL, může být 15 nebo 20 let základním stavebním kamenem. Takoví hráči dělají pokroky opravdu často.“
Následovala sezóna 2013/14, ve které McDavid získal William Hanley Trophy (trofej pro hráče s největším zaujetím pro sport a největším sportovním duchem v OHL), Bobby Smith Trophy (cenu pro hráče, který nejlépe zkombinoval, jak sportovní, tak i studentské úspěchy v OHL), CHL Scholastic Player of the Year (cenu pro hráče, který nejlépe zkombinoval sportovní i studentské úspěchy v některé z lig, které zastřešuje Canadian Hockey League) a byl jmenován do druhého All-Star týmu OHL.

#### Sezóna 2014/15
Během tréninkového kempu před sezónou 2014/15 byl McDavid jmenován kapitánen Erie Otters. McDavid měl skvělý start do sezóny, než si 11. listopadu 2014 zlomil při bitce s kapitánem týmu Mississauga Steelheads krajanem Brysonem Cianfronem pravou ruku. Byla to teprve jeho druhá bitka na ledě v kariéře. Do té doby vedl McDavid kanadské bodování OHL, když si v 18 utkáních připsal 16 gólů a 35 asistencí. McDavid byl kvůli zranění ze hry šest týdnů a na led se vrátil až na MSJ v ledním hokeji 2015. První utkání za Otters po svém zranění odehrál 8. ledna 2015 proti Sarnii Sting. V zápase vstřelil branku na 2:0, avšak jeho tým nakonec prohrál 3:4. Ve 47 zápasech, které nakonec odehrál během základní části, vstřelil 44 branek a zaznamenal 76 asistencí, díky čemuž skončil třetí v kanadském bodování OHL po základní části. V průběhu play-off pak předváděl dominantní výkon, když ve 20 zápasech vstřelil 21 gólů a posbíral 28 asistencí. S 49 body suverénně ovládl produktivitu play-off a například druhý v pořadí Nick Ritchie z týmu Sault Ste. Marie Greyhounds získal ve srovnání s McDavidem „pouhých“ 26 bodů. S mužstvem Erie Otters se probojoval až do finále OHL, kde však nestačil po 5 zápasech finálové série na mužstvo Oshawa Generals.
Po konci sezóny pak získal Wayne Gretzky 99 Award (cenu pro nejužitečnějšího hráče playoff), byl jmenován nejlepším hráčem Canadian Hockey League, obhájil trofeje Bobby Smith Trophy a CHL Scholastic Player of the Year a získal Red Tilson Trophy (cenu pro nejužitečnějšího hráče OHL).

### Draft NHL
Už před draftem ho většina médií a skautů považovali za jednoznačnou jedničku vstupního draftu NHL 2015, když se ve všech jejich žebříčcích umisťoval na 1. pozici. Navíc podle nich půjde o největší talent vstupující do NHL od dob Sidneyho Crosbyho. Podle očekávání byl pak 26. června 2015 při vstupním draftu NHL, který se konal v aréně BB&T Center v Sunrise, na Floridě draftován na 1. místě týmem Edmonton Oilers. Po draftu se pak McDavid nechal slyšet: „Je mi velkou ctí, že mohu být jedničkou letošního draftu. Děkuji Edmontonu za důvěru. Doufám, že nezklamu.“ Pak ještě dodal: „Myslím si, že to bylo ještě lepší, než jsem očekával. Nevěděl jsem, jak se budu cítit. Nebyl jsem ani příliš nervózni, spíš nedočkavý. Je to opravdu vzrušující pocit, když slyšíte volat vaše jméno a pak si projdete tím vším.“

### Edmonton Oilers

#### Sezóna 2015/2016
Necelý týden po draftu, dne 3. července 2015, podepsal tříletou nováčkovskou smlouvu s Edmontonem. Na základě kontraktu může včetně bonusů vydělat celkem 11,325 milionu amerických dolarů, což je maximum určené pro nováčkovskou smlouvu. V soutěži poprvé debutoval 9. října 2015 v zápase proti St. Louis Blues, který jeho tým prohrál 1:3. McDavid si v utkání připsal 2 střely na branku, byl u 1 inkasovaného gólu svého mužstva a vyhrál jen 3 ze 13 vhazování, na která šel. Svou 1. branku a zároveň první bod v NHL si připsal o čtyři dny později v utkání proti Dallasu Stars, když vyrovnával na 2:2, avšak s týmem nakonec prohrál 2:4. Po utkání byl pak rád, že konečně bodoval: „Byl jsem z toho nadšený a hodně se mi ulevilo, jelikož byl na mě vyvíjen obrovský tlak".“ 2. listopadu 2015 nedohrál utkání proti Philadelphii (vítězství 4:2 Edmontonu), když po druhé třetině musel pro zranění odstoupit. Po utkání se zjistilo, že má zlomeninu klíční kosti, kvůli čemuž týmu chyběl několik měsíců. Zpět do hry naskočil 2. února 2016 domácím zápasem proti Columbusu Blue Jackets, ve kterém se gólem a dvěma asistencemi podílel na výhře 5:1. Ve svém prvním zápase proti Torontu Maple Leafs (týmu, jemuž fandil v dětství) zaznamenal 11. února 2016 pět bodů, když zařídil tři góly pro Jordana Eberleho a zároveň dvě branky sám vstřelil. Svou nováčkovskou sezónu v NHL dokončil s bilancí 16 vstřelených branek a 32 asistencí v 45 utkáních. V hlasování o Calder Memorial Trophy pro nejlepšího nováčka sezóny skončil třetí, navzdory tomu, že v ročníku odehrál pouze 45 zápasů.

#### Sezóna 2016/2017
Dne 5. října 2016 byl jmenován kapitánem Oilers, což ho učinilo nejmladším kapitánem v historii NHL a celkově patnáctým Edmontonu. Ve věku 19 let a 266 dnů tak překoval dosavadní rekord Švéda Gabriela Landeskoga, který když se stal kapitánem Colorada Avalanche, byl o 20 dní starší než McDavid. Sám k tomu pak poznamenal: „Jsem velmi poctěn a nadšený, že můžu plnit tuto úlohu. Ale mít podporu spoluhráčů a všech okolo, to je ta hlavní věc, a to je to, co to dělá tak mnohem jednodušší.“
O týden později odehrál první utkání v sezóně coby kapitán Oilers, když si při domácím vítězství svého týmu v nové Rogers Place aréně proti Calgary Flames poměrem 7:4 připsal 2 branky a 1 asistenci. Tři body (1+2) zaznamenal i o dva dny později v odvetném utkání na hřišti Calgary. V obou utkání byl pak vyhlášen první hvězdou zápasu. Dne 19. listopadu vstřelil proti Dallasu Stars svůj první hattrick v NHL, když do té doby nedokázal v předchozích 10 utkáních vstřelit jedinou branku, k čemuž sám poznamenal: „Tři opravdu šťastné góly.“

## Reprezentační kariéra

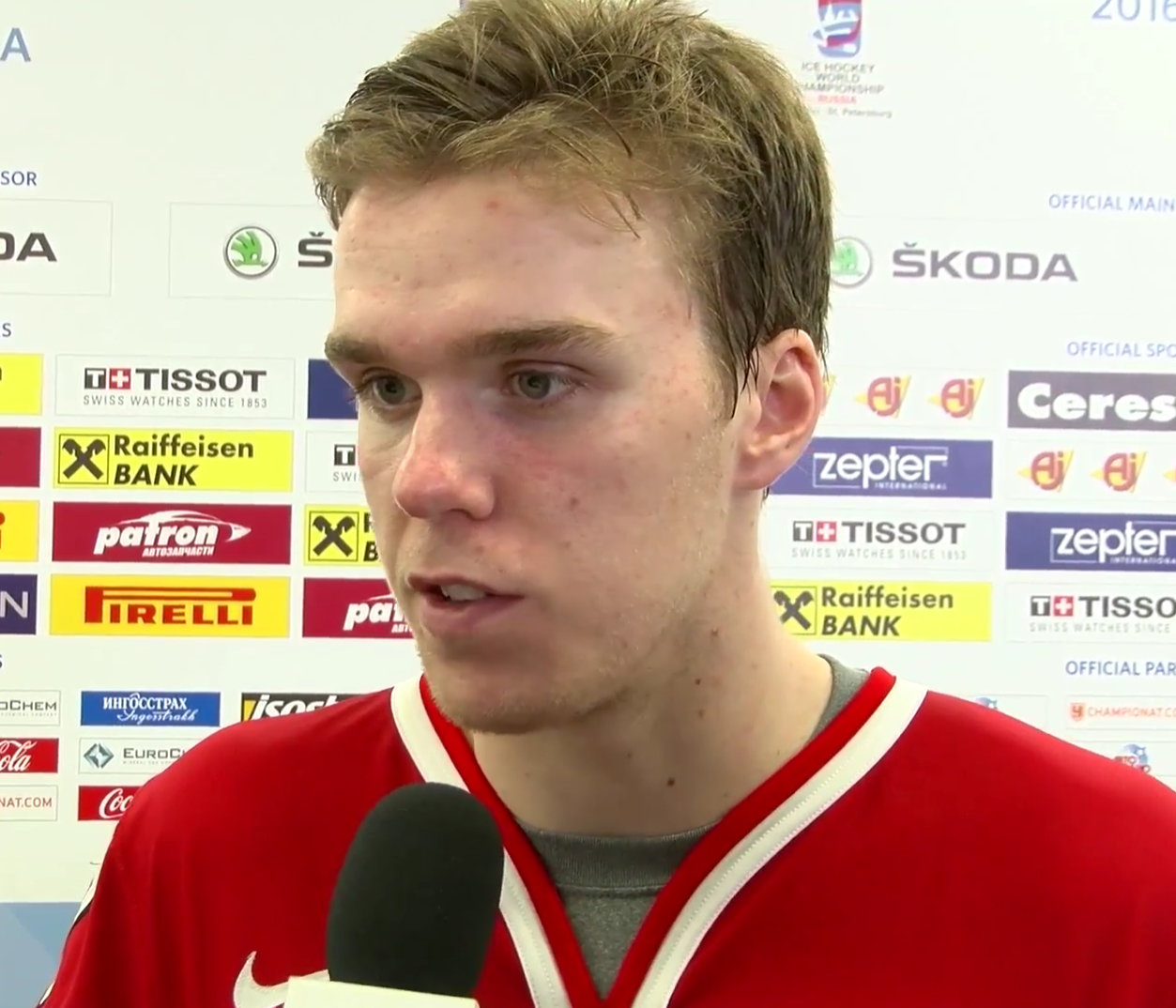
McDavid na MS v Rusku v roce 2016

Prvním mezinárodním turnajem se pro něj stal Světový pohár do 17 let v roce 2013, kde reprezentoval kanadskou provincii Ontario. Na turnaji si v 5 zápasech připsal 6 branek a 3 asistence a byl jmenován to All star týmu turnaje. Jeho první akcí v dresu Kanady však bylo Mistrovství světa v ledním hokeji do 18 let v ruském Soči, kde byl v 16 letech nejmladším hráčem svého mužstva. V prvním utkání, 18. dubna 2013 proti Slovensku, zaznamenal jeden gól a dvě asistence. V posledním utkání základní skupiny pak zaznamenal hattrick proti Švédsku, díky čemuž byl pak vyhlášen nejlepším kanadským hráčem zápasu. S kanadským týmem nakonec na turnaji zvítězil, když ve finále porazili čtyřnásobné obhájce titulu ze Spojených států poměrem 3:2. S 8 brankami se stal nejlepším střelcem turnaje a se 14 body, také ovládl kanadské bodování. Jim Nill, hlavní skaut Detroitu Red Wings, o něm během turnaje řekl: „Dalo by se říci, že je dalším The Next One (přezdívka pro hokejisty, srovnávané s Waynem Gretzkym).“
Na Mistrovství světa juniorů ve švédském Malmö v roce 2014, skončil s kanadským výběrem čtvrtý, když v boji o bronz podlehl Rusku výsledkem 1:2. Kanadu reprezentoval i příští rok na domácím juniorském šampionátu v Torontu a Montréalu, kde plnil úlohu jednoho ze dvou zástupců kapitána, a kde s týmem získal zlaté medaile. Ve finálovém střetnutí totiž kanadští hokejisté oplatili Rusku porážku o bronzové medaile z předchozího šampionátu a zvítězili těsně 5:4. Na šampionátu vstřelil v 7 utkáních 3 góly a připsal si 8 asistencí, díky čemuž byl také jmenován do All star týmu turnaje.
V roce 2016 na šampionátu v Rusku vybojoval s Kanadou zlaté medaile, když ve finálovém utkání proti Finsku vstřelil první a zároveň vítěznou branku. Celkem v desíti zápasech vstřelil 1 branku a na 8 jich přihrál. Zároveň se stal nejmladším hráčem, kterému se povedlo vyhrát šampionáty všech tří věkových kategorií.
Dne 2. března 2016 jej kanadský trenér Todd McLellan zařadil na svou soupisku Výběru severoamerických hráčů do 23 let pro Světový pohár v ledním hokeji 2016 v Torontu. Později se stal kapitán tohoto výběru. S týmem obsadil konečné 5. místo, když nedokázali postoupit ze skupiny. Na turnaji zaznamenal ve třech odehraných utkáních 3 asistence.
Zúčastnil se MS 2018, kde Kanada skončila na 4. místě. McDavid byl kapitánem své země.V 10 zápasech si připsal 5 gólů a 12 asistencí a stal se třetím nejproduktivnějším hráčem turnaje.
V únoru 2025 se stal s kanadskou reprezentací vítězem Turnaje 4 zemí. V prodloužení finálového utkání proti USA dal McDavid po přihrávce Mitchella Marnera vítězný gól. Byl vyhlášen nejlepším hráčem finále. Za čtyři zápasy si připsal 3 góly a 2 asistence.

## Soukromý život
McDavid se narodil v kanadském Richmond Hillu roku 1997 Brianovi a Kelly McDavidovým. Má staršího bratra Camerona (* 1993), který se dříve také věnoval lednímu hokeji. Těsně před svými třetími narozeninami, získal Connor svůj první pár kolečkových bruslí. Poprvé na ledě začal bruslit, když mu byly 3 roky a hokej začal hrát hned následující rok; jeho rodiče museli lhát o Connorově věku, protože lední hokej se mohl hrát až od pěti let. Když mu bylo 6 let, hokejová asociace v jeho bydlišti Newmarketu mu nedovolila hrát hokej nad jeho věkovou skupinu. Místo toho, aby hrával v nižší úrovni, ho rodiče příští rok zapsali do týmu v nedalekém městě Aurora, kde hrál proti 9letým hráčům. Connor se tak připojil k tamnímu týmu York-Simcoe Express, kde byl trénovaný jeho otcem Brianem, a se kterým v průběhu let vyhrál čtyři tituly v Ontario Minor Hockey Association.
McDavid také zvažoval hraní v National Collegiate Athletic Association (Národní vysokoškolská atletická asociace), kde by pravděpodobně nastupoval za tamní klub Bostonské univerzity, ale rozhodl se, že by pro jeho hokejový vývoj bylo nejlepší hrát v Ontario Hockey League.
Jeho otec Brian řekl k jeho hokejovým začátkům: „Dalo by se říct, že byl hned od začátku trošičku jiný. Hned se mi zdálo, že je k tomuto sportu předurčen.“

## Prvenství
- Debut v NHL – 8. října 2015 (St. Louis Blues proti Edmonton Oilers)
- První gól v NHL – 13. října 2015 (Dallas Stars proti Edmonton Oilers, finskému brankáři Kari Lehtonen)
- První asistence v NHL – 17. října 2015 (Calgary Flames proti Edmonton Oilers)
- První hattrick v NHL – 19. listopadu 2016 (Dallas Stars proti Edmonton Oilers)

## Statistiky

### Klubové statistiky
| Sezóna      | Klub              | Soutěž      |     | Základní část | Základní část | Základní část | Základní část | Základní část |    | Play off | Play off | Play off | Play off | Play off |
| Sezóna      | Klub              | Soutěž      | Z   | G             | A             | B             | TM            | Z             | G  | A        | B        | TM       |          |          |
| 2011/12     | Toronto Marlboros | GTHL        | 33  | 33            | 39            | 72            | 14            | —             | —  | —        | —        | —        |          |          |
| 2011/12     | Toronto Marlboros | Midget      | 88  | 79            | 130           | 209           | —             | —             | —  | —        | —        | —        |          |          |
| 2012/13     | Erie Otters       | OHL         | 63  | 25            | 41            | 66            | 36            | —             | —  | —        | —        | —        |          |          |
| 2013/14     | Erie Otters       | OHL         | 56  | 28            | 71            | 99            | 20            | 14            | 4  | 15       | 19       | 2        |          |          |
| 2014/15     | Erie Otters       | OHL         | 47  | 44            | 76            | 120           | 48            | 20            | 21 | 28       | 49       | 12       |          |          |
| 2015/16     | Edmonton Oilers   | NHL         | 45  | 16            | 32            | 48            | 18            | —             | —  | —        | —        | —        |          |          |
| 2016/17     | Edmonton Oilers   | NHL         | 82  | 30            | 70            | 100           | 26            | 13            | 5  | 4        | 9        | 2        |          |          |
| 2017/18     | Edmonton Oilers   | NHL         | 82  | 41            | 67            | 108           | 26            | —             | —  | —        | —        | —        |          |          |
| 2018/19     | Edmonton Oilers   | NHL         | 78  | 41            | 75            | 116           | 20            | —             | —  | —        | —        | —        |          |          |
| 2019/20     | Edmonton Oilers   | NHL         | 64  | 34            | 63            | 97            | 28            | 4             | 5  | 4        | 9        | 2        |          |          |
| 2020/21     | Edmonton Oilers   | NHL         | 56  | 33            | 72            | 105           | 20            | 4             | 1  | 3        | 4        | 0        |          |          |
| 2021/22     | Edmonton Oilers   | NHL         | 80  | 44            | 79            | 123           | 45            | 15            | 9  | 21       | 30       | 10       |          |          |
| 2022/23     | Edmonton Oilers   | NHL         | 82  | 64            | 89            | 153           | 36            | 12            | 8  | 12       | 20       | 0        |          |          |
| 2023/24     | Edmonton Oilers   | NHL         | 76  | 32            | 100           | 132           | 30            | 25            | 8  | 34       | 42       | 10       |          |          |
| NHL celkově | NHL celkově       | NHL celkově | 645 | 335           | 647           | 982           | 249           | 74            | 37 | 80       | 117      | 24       |          |          |

## Reprezentace
| Rok                       | Tým                       | Soutěž                    | Z  | G  | A  | B  | TM |  |
| ------------------------- | ------------------------- | ------------------------- | -- | -- | -- | -- | -- |  |
| 2013                      | Kanada Ontario 17         | SP do 17 let              | 5  | 6  | 3  | 9  | 2  |  |
| 2013                      | Kanada 18                 | MS-18                     | 7  | 8  | 6  | 14 | 2  |  |
| 2014                      | Kanada 20                 | MS-20                     | 7  | 1  | 3  | 4  | 4  |  |
| 2015                      | Kanada 20                 | MSJ                       | 7  | 3  | 8  | 11 | 0  |  |
| 2016                      | Kanada                    | MS                        | 10 | 1  | 8  | 9  | 6  |  |
| 2016                      | Výběr Severní Ameriky     | SP                        | 3  | 0  | 3  | 3  | 4  |  |
| 2018                      | Kanada                    | MS                        | 10 | 5  | 12 | 17 | 10 |  |
| Juniorská kariéra celkově | Juniorská kariéra celkově | Juniorská kariéra celkově | 26 | 18 | 20 | 38 | 8  |  |
| Seniroská kariéra celkově | Seniroská kariéra celkově | Seniroská kariéra celkově | 23 | 5  | 23 | 29 | 20 |  |

### Ocenění a úspěchy
| Ocenění                                                                                           | Sezóna / Rok                                |
| ------------------------------------------------------------------------------------------------- | ------------------------------------------- |
| OHL                                                                                               |                                             |
| Jack Ferguson Award (byl jako první draftován v prioritním draftu)                                | 2012                                        |
| Emms Family Award (nejlepší nováček ligy)                                                         | 2012/13                                     |
| První nováčkovský tým                                                                             | 2012/13                                     |
| William Hanley Trophy (největší zaujetí pro sport a největší sportovní duch)                      | 2013/14                                     |
| Druhý All-Star tým OHL                                                                            | 2013/14                                     |
| Bobby Smith Trophy (nejlépe zkombinované, jak sportovní, tak i studentské úspěchy)                | 2013/14, 2014/15                            |
| Red Tilson Trophy (nejužitečnější hráč)                                                           | 2014/15                                     |
| První All-Star tým                                                                                | 2014/15                                     |
| Wayne Gretzky 99 Award (nejužitečnější hráč playoff)                                              | 2014/15                                     |
| CHL                                                                                               |                                             |
| CHL Scholastic Player of the Year (nejlépe zkombinované, jak sportovní, tak i studentské úspěchy) | 2013/14, 2014/15                            |
| CHL Top Draft Prospect Award (nejlepší vyhlídky v chystaném vstupním draftu NHL)                  | 2014/15                                     |
| CHL Player of the Year (nejlepší hráč v některé z lig, které zastřešuje Canadian Hockey League)   | 2014/15                                     |
| CHL Top Prospects Game (zúčastnění se tohoto utkání)                                              | 2014/15                                     |
| NHL                                                                                               |                                             |
| Nováček měsíce v NHL                                                                              | říjen 2015 únor 2016 březen 2016            |
| NHL All-Rookie Team (ideální sestava nováčků)                                                     | 2015/16                                     |
| NHL All-star Team (Západní konference)                                                            | 2016/17                                     |
| Art Ross Trophy (nejvíce bodu na konci základní části NHL)                                        | 2016/17, 2017/18, 2020/21, 2021/22, 2022/23 |
| Hart Memorial Trophy (nejužitečnější hráč)                                                        | 2016/17, 2020/21, 2022/23                   |
| Ted Lindsay Award (Nejužitečnější hráč podle členů NHLPA)                                         | 2017/18, 2020/21, 2022/23                   |
| Maurice Richard Trophy (nejlepší střelec základní části)                                          | 2022/23                                     |
| Conn Smythe Trophy (nejužitečnější hráč play off)                                                 | 2023/24                                     |
| Mezinárodní                                                                                       |                                             |
| MS (zisk zlaté medaile)                                                                           | 2016                                        |
| MSJ (zisk zlaté medaile)                                                                          | 2015                                        |
| All-Star Tým MSJ 2015 (podle médií)                                                               | 2015                                        |
| MS18 (zisk zlaté medaile)                                                                         | 2013                                        |

#### Profily
- Connor McDavid – statistiky na Hockeydb.com (anglicky)
- Connor McDavid – statistiky na Elite Prospects (anglicky)
- Connor McDavid – statistiky na NHL.com
- Connor McDavid – statistiky na interhokej.cz (česky)
- NHL Fantasy Top 200 – Seznam nejlepších hokejistů světa

| Předchůdce               | Connor McDavid                                | Nástupce                  |
| Aaron Ekblad (Kanada)    | Seznam draftovaných jedniček v NHL 2015       | Auston Matthews (USA)     |
| Leon Draisaitl (Německo) | Výběr v prvních kolech Edmontonem Oilers 2015 | Jesse Puljujärvi (Finsko) |